# John Paschal
John Paschal est un prélat anglais mort le 11 octobre 1361. Il est évêque de Llandaff, au pays de Galles, de 1347 à sa mort.

## Biographie
Originaire du Suffolk, John Paschal est carmélite à Ipswich et étudie la théologie à l'université de Cambridge. Il est réputé pour son érudition et rédige des homélies sur les saints qui pourraient être celles figurant dans le manuscrit Royal MS 7 B.i de la British Library. Il devient le protégé de l'évêque de Norwich William Bateman (en) et assure un rôle de suffragant dans son diocèse.
En 1344, le pape Clément VI accorde à Paschal le siège épiscopal de Llandaff, au pays de Galles, bien que ce diocèse dispose déjà d'un évêque en la personne de John Eaglescliffe (en). Ce n'est qu'après la mort de ce dernier, en 1347, que Paschal peut être sacré évêque par le pape. Le chapitre de chanoines de la cathédrale de Llandaff élit de son côté l'archidiacre John de Coventry comme nouvel évêque, mais le pape annule cette élection.
John Paschal ne se rend pas immédiatement à Llandaff : il est chargé en 1348 de consacrer plusieurs églises dans le diocèse de Cantorbéry. Son activité épiscopale est peu documentée. À sa mort, le 11 octobre 1361, il est enterré à la cathédrale de Llandaff.